# Новоподільське родовище бішофіту
Новоподільське родовище бішофіту — одне із чотирьох світових родовищ бішофіту. Знаходиться в межах Івангородської западини, де горизонт бішофіту (10–30 м) соленосної товщі нижньопермської краматорської світи залягає на глибині близько 2000 м. Він складається з бішофіту (37–96 %); кізериту (1–49 %); галіту (2–47 %). Щільність розсолу 1,27–1,80 г/см³, склад (%): MgCl2·6H2O — 91; NaCl2 — 4,26; MgSO4·H2O — 3,51. Поклади бішофіту знаходяться під гірським тиском 46–50 МПа за температури 47–49 °С. Попередньо розвідані запаси і ресурси сирої руди родовища становлять за категорією С2 — 7,5 млн т; Р1 — 302,4 млн т. Крім цього, бішофіт виявлений на площах: Ярошівській, Бережівській, Серпневій, Монастирищенській, Тишківській, Кикальській, Омбисько-Новоподільській та інших.

## Використання
Бішофіт — мінерал класу галогенідів (гірничо-хімічна сировина). Це природний полімінеральний розсіл з високим вмістом хлориду магнію, брому. Бішофіт сьогодні являє собою добре вивчений мінерал, що широко застосовується у лікуванні багатьох захворювань опорно-рухового апарату, нервової, серцево-судинної систем, а також як адаптогенний, антистресовий та седативний засіб (у ваннах).

## Галерея

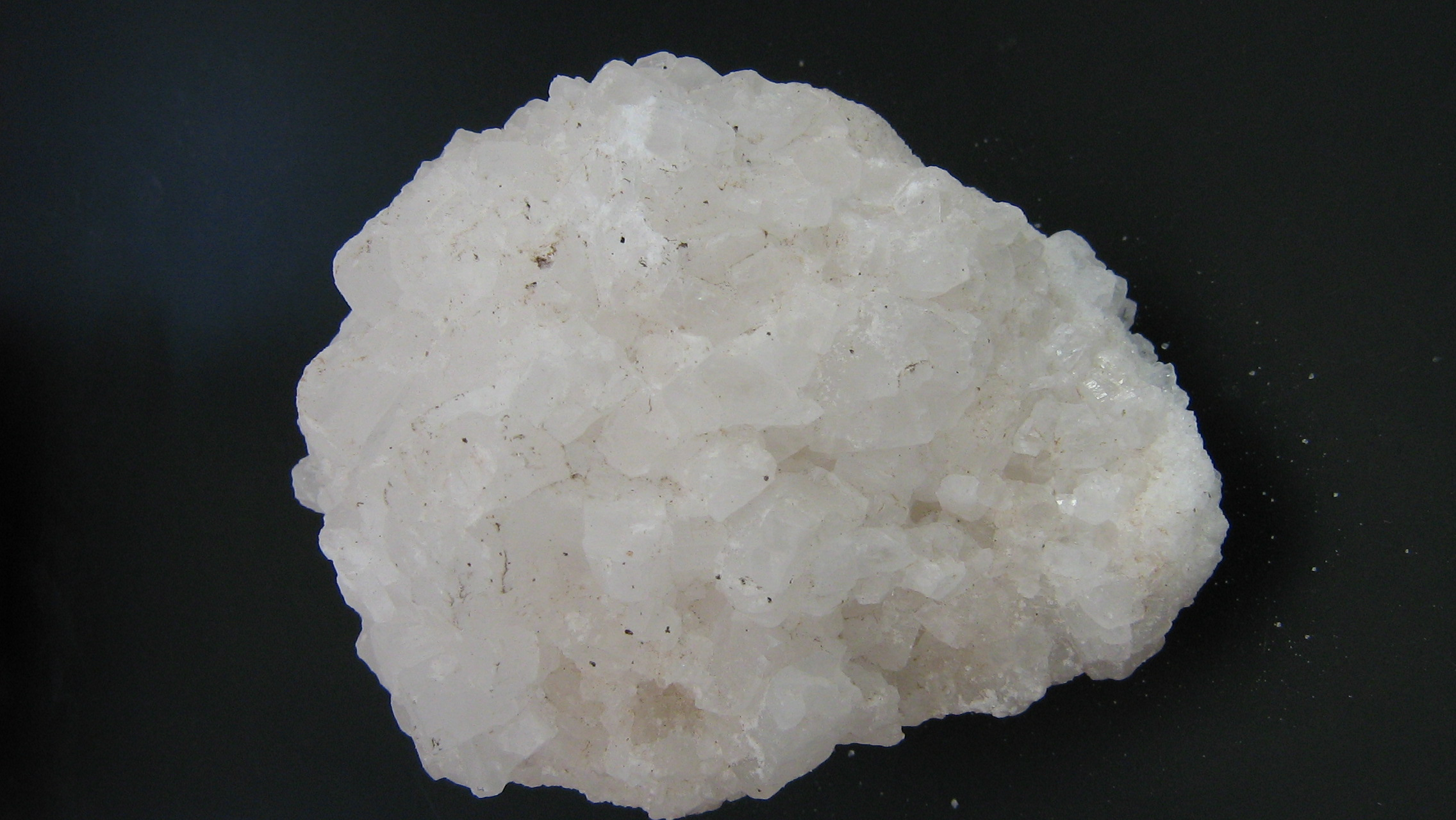
Бішофіт